# 天鷹座16
天鷹座16，又名BD-05 5524，HD 203222、SAO 145317、HR 8160，是天鷹座的一颗恒星，视星等为5.87，位于銀經47.47，銀緯-35.11，其B1900.0坐标为赤經21h 15m 49.7s，赤緯-4° -35.11′ 4″。